# Ernesto Cardenal
Ernesto Cardenal (n. 20 ianuarie 1925, Granada, Nicaragua, Nicaragua – d. 1 martie 2020, Managua, Nicaragua) a fost un preot catolic, activist social și scriitor nicaraguan. Din 1979 până în 1987 a fost ministrul culturii din Nicaragua. În 1985 papa Ioan Paul al II-lea l-a suspendat de la slujirea ca preot, din cauza implicării sale politice de partea Frontului Sandinist (de stânga). Papa Francisc a anulat suspendarea în februarie 2019.